# Екорегіон
Екорегіо́н (екологічний регіон) — екологічно і географічно відокремлена територія, що менша за біорегіон, яка своєю чергою менша за біогеографічну сферу. Екорегіони вкривають відносно великі території суші або води з приблизно однаковим кліматом та характерними, чітко виділеними угрупуваннями флори та фауни. Біорізноманіття, що характеризує кожний екорегіон, відрізняє його від біорізноманіття решти екорегіонів.
Застосовуються при плануванні природоохоронної діяльності, вивченні, моніторингу та охороні екосистем Всесвітнім фондом дикої природи та природоохоронними органами США, Канади та Мексики.

## Історія
Історія цього терміна залишається дещо невизначеною, і він використовувався в багатьох контекстах:
- класифікації лісів (Лукс, 1962 р.)[1]
- класифікації біомів (Бейлі, 1976 р., 2014 р.)[2][3][4]
- біогеографічні класифікації (WWF/список «Global 200» за схемою Olson & Dinerstein, 1998 р.)[5]
- тощо

Концепція екорегіону, яку використовував Бейлі, надає більше значення екологічним критеріям та клімату, тоді як концепція WWF надає більше значення біогеографії, тобто розповсюдженню окремих видів.

## Класифікації екорегіонів
За класифікацією Світового фонду дикої природи, на території Землі виділяються 8 великих екологічних зон або 14 біомів, які своєю чергою поділяються на екорегіони. Екологічні регіони займають відносно великі території та акваторії. Всього на суші виділяють 867 екорегіонів. Екорегіони вирізняються на основі зоо-і ботаніко-географічних ознак (що робить їх схожими з біомами), але, крім того, враховуються природні географічні кордони, такі як кордони континентів і гірські хребти. Видовий склад тваринного світу й поєднання екосистем у межах різних екорегіонів мають виражені відмінності.

## Значення
Поява терміна «екорегіони» стало наслідком зростання інтересу до екосистем і їх функціонування. Всесвітній фонд дикої природи опублікував список 200 найцінніших, з погляду їх охорони, екорегіонів, відомий як «Global 200». Деякі радикальні екологічні рухи виступають за використання екорегіонів як основної територіальної одиниці організації суспільства та управління ним.